# David Lane
David Eden Lane (2 de noviembre de 1938 - 28 de mayo de 2007) fue un líder supremacista blanco y escritor estadounidense. Fue uno de los miembros fundadores del grupo conocido como The Order ("La Orden") y murió de un ataque de epilepsia mientras cumplía una condena de 190 años en una prisión federal en Terre Haute, Indiana.

## Biografía
David Lane nació en Woden, Iowa. Tuvo un hermano y dos hermanas. Su padre, alcohólico, maltrataba a su esposa e hijos y los abandonó en 1942. Después de que su hermano fuese descubierto rebuscando en la basura de un vecino al año siguiente, David y sus hermanos fueron enviados a un orfanato. David fue pronto adoptado por un pastor luterano, un "doctrinario, fundamentalista [...] de la vieja escuela". Aburrido y cansado de trabajar para la iglesia, renegó del cristianismo.
La nueva familia de David vivió en varios lugares hasta finalmente asentarse en Aurora, Colorado, donde asistió a la Hinckley High School. Principalmente decidido a convertirse en un jugador profesional de golf, Lane trabajó como agente inmobiliario hasta que fue despedido porque "no vendía casas a gente de color en barrios blancos".
Antes de unirse al Ku Klux Klan David Lane fue miembro de la Sociedad John Birch, hasta que en 1979 se convirtió en organizador de la unidad de Denver de los Caballeros del Ku Klux Klan. A finales de 1981 se convirtió en el organizador de la Nación Aria en el estado de Colorado.
Lane se encontró con Robert Jay Mathews en julio de 1983 en un congreso mundial de las Naciones Arias. El 22 de septiembre, Lane y otros nueve miembros juraron "die Bruder Schweigen", la base del grupo de lo que sería conocido como La Orden, dedicada a "la liberación de nuestro pueblo de los judíos y la victoria total de la raza aria". La Orden fue acusada de robar más de 4 millones de dólares en asaltos armados, asesinar a dos personas, detonar bombas, organizar campamentos de entrenamiento militar y cometer otros numerosos crímenes con el objetivo último de destruir el gobierno de los Estados Unidos (ver Movimiento de Milicias en EE. UU.).
David Lane acuñó los Fourteen Words ("14 palabras"), que se convirtieron en un eslogan popular. Las 14 palabras y los 88 preceptos se combinan en el símbolo supremacista blanco de "14-88" o "14/88".

## Condena, cárcel y fallecimiento
Finalmente David Lane fue arrestado y condenado a 190 años por diversos crímenes, entre ellos robo y asesinato. Fue capturado en la noche del 30 al 31 de marzo de 1985 en Carolina del Norte.
También fue absuelto del crimen de sedición por un incidente en Fort Smith, Arkansas. El sistema judicial estadounidense lo consideraba extremadamente peligroso y cumplió condena en varias cárceles de los Estados Unidos.
Mientras estaba en la cárcel, David Lane siguió siendo un miembro influyente del movimiento supremacista blanco. Escribió varios libros sobre gematría y conspiraciones y publicó varios artículos en publicaciones y páginas virtuales del supremacismo blanco. Con su esposa y Ron McVan dirigió una editorial llamada 14 palabras en Idaho para extender sus escritos.
Su voz apareció en Nazi Pop Twins, un documental emitido el 19 de julio de 2007 en Channel 4, en el Reino Unido. Aparecía hablando por teléfono con el dúo Prussian Blue.
Lane tuvo el número de la Agencia Federal de Prisiones 12873-057.
Cumpliendo su condena habría sido liberado el 29 de marzo de 2035, con 96 años, pero murió de un ataque epiléptico el 28 de mayo de 2007 en el Complejo Correccional Federal de Terre Haute, Indiana.
El 30 de junio de ese año, supremacistas blancos de todo el mundo celebraron varios homenajes en honor a David Lane.

## Creencias

### Perspectivas raciales
David Lane creía que la supremacía de la raza blanca era de vital importancia. También creía que el cristianismo constituía un problema para los blancos porque era una idea de los judíos y antinatural. De forma similar, creía que las naciones blancas debían eliminar a quienes fuesen una amenaza para su pureza racial. Consideraba traidores a los blancos que apoyaban las «conspiraciones sionistas» como «traidores a su raza». Es conocido por sus «14 palabras», una expresión usada por los nacionalistas blancos.
La frase en inglés es:
We must secure the existence of our people and a future for White children.
Su traducción al español es:
«Debemos asegurar la existencia de nuestro pueblo y un futuro para los niños blancos».

### Wotanismo
David era un defensor del wotanismo, una visión neopagana nórdica inspirada por un ensayo de 1936 de Carl Jung titulado Wotan (Odín). Lane despreciaba a los neopaganos odinistas, porque estos consideraban que se había apropiado de su religión para defender sus objetivos políticos y raciales. Lane explicó sus motivaciones:

«Prefiero el nombre de wotanismo sobre odinismo. Primero porque WOTAN constituye un acrónimo perfecto para Will of the Aryan Nation («La voluntad de la nación aria»). En segundo lugar porque Odín sólo recibe ese nombre en Escandinavia y Wotan en el resto del continente europeo, así que es más apropiado para la memoria de nuestros ancestros. Y por último porque es necesario escindirse de esos niñatos, embusteros y universalistas que usurparon el nombre de Odín».

Lane contribuyó con una introducción a un libro de Ron McVan llamado Creed of Iron: Wotansvolk Wisdom que los odinistas aseguran que está plagiado de The Book of Blotar.[cita requerida] 
Las editoriales Wotansvolk y 14 palabras han desaparecido actualmente y carecen de dirección de contacto.
Según las cartas que escribió en prisión a sus seguidores, Lane pretendía extender su mensaje mediante el wotanismo y no está clara su relación con grupos neopaganos como el Templo de Wotan, que tras la muerte de Lane se ha distanciado de sus ideas racistas.
En el año 2004, Lane publicó una historia corta titulada KD Rebel, un relato ficticio de una colonia de wotanistas que vive en las montañas y que secuestra o «corrompe» a jóvenes chicas y mujeres de las zonas urbanas de los alrededores y las obliga a servir como procreadoras polígamas. Lane era un firme defensor de la poligamia como parte del wotanismo.